# Habibi
Habibi (arabisch حبيبي, DMG Ḥabībī; übersetzt etwa „mein Geliebter“, von Habib „Geliebter“, auch als Synonym für „Freund“ oder „Liebling“ gebraucht und ein männlicher Vorname, abgeleitet von arabisch mahbub „geliebt“) ist ein arabischer und persischer Familienname sowie in der Jugendsprache die Bezeichnung für eine geliebte männliche Person oder (Anrede für) eine Person, mit der man in Freundschaft verbunden ist. Die Form des Wortes, die sich auf eine Frau bezieht, lautet auf Arabisch Ḥabībati (Plural: Ḥabībāti) oder umgangssprachlich Ḥabībti.

## Namensträger des Familiennamens
- Abdul Hai Habibi (1910–1984), afghanischer Politiker und Dichter
- Ali Reza Habibi (* 1985), iranischer Dreispringer
- Bacharuddin Jusuf Habibie (1936–2019), indonesischer Wissenschaftler und Politiker
- Behnam Habibi (* 1989), iranischer Fußballspieler
- Emil Habibi (1922–1996), palästinensischer Autor und Politiker
- Hassan Habibi (Politiker) (1937–2013), iranischer Politiker
- Hassan Habibi (Fußballspieler) (* 1939), iranischer Fußballspieler
- Imam-Ali Habibi (* 1931), iranischer Ringer und Politiker
- Mahmoud Habibi (1924–2011), afghanischer Journalist, Schriftsteller und Politiker
- Shafiqa Habibi (* 1946), afghanische Journalistin, Politikerin und Frauenrechtlerin
- Shahla Habibi, iranische Politikerin
- Zomhan Habibi (* 1990), afghanischer Fußballspieler

## Verwendung im Jargon der Jugendsprache
In und um Deutschland wurde die Verwendung des Wortes Habibi seit ca. 2015 in der Jugendsprache sehr populär. Heutzutage wird das Wort nicht mehr nur als „Schatz“ oder „Liebling“ im Sinne der Liebe, z. B. als Bezeichnung des Partners, sondern auch unter sehr guten Freunden als Synonym für „Bruder“ verwendet.